# Вулиця Баренбойма
Ву́лиця Баренбо́йма — вулиця в Голосіївському районі міста Києва, місцевість Нижня Теличка. Пролягає від Наддніпрянського шосе до кінця забудови.

## Історія
Вулиця утворена внаслідок поділу Набережно-Печерської дороги і названа на честь київського інженера-будівельника Героя Соціалістичної Праці Ісака Баренбойма у 1984 році.

## Забудова
Є єдиною вулицею так званого селища Мостозагону (або Мостобуду) — поселення працівників мостозагону № 2, які після німецько-радянської війни відбудовували мости через Дніпро. Селище виникло на початку 1950-х років, після будівництва у 1949 році Дарницького залізничного мосту. Забудову селища складають 16 будівель, серед яких 3 двоповерхових житлові будинки барачного типу 1950 року побудови та єдиний дев'ятиповерховий панельний житловий будинок серії 1-КГ-480 (буд. № 13).

## Установи та заклади
- Мостозагін №  ВАТ «Мостобуд» (буд. № 8).

## Пам'ятники та меморіальні дошки
- Пам'ятний знак «Місце наведення залізничного мосту». Розташований на місці зведення у рекордний строк (13 діб) низьководного залізничного мосту через Дніпро силами 14-го та 33-го окремих мостових залізничних батальйонів та мостозагону № 2 під командуванням генерала П. О. Кабанова. 20 листопада 1943 року по цьому мосту пройшли перші військові ешелони. Знак, авторами якого стали скульптор В. Г. Гнєздилов та архітектор В. С. Тофан, виготовлений з чавуну, його висота становить 13,5 м, що символізує 13 діб, які знадобилися для будівництва мосту[3]. Знак відкрили у 1975 році.
- Меморіал співробітникам Мостозагону № 2, які загинули протягом Другої світової війни при будівництві мостів та переправ (буд. № 7)
- Анотаційна таблиця на честь мостобудівника, керуючого трестом «Мостобуд № 1» І. Ю.Баренбойма (1910–1984), на честь якого названо вулицю (буд. № 15). На таблиці зображена інша робота Баренбойма — Північний міст[3].

## Цікаві факти
Поблизу будинку № 11 збереглася одна з небагатьох вцілілих гіпсових скульптур епохи соцреалізму — «Футболіст».

## Зображення

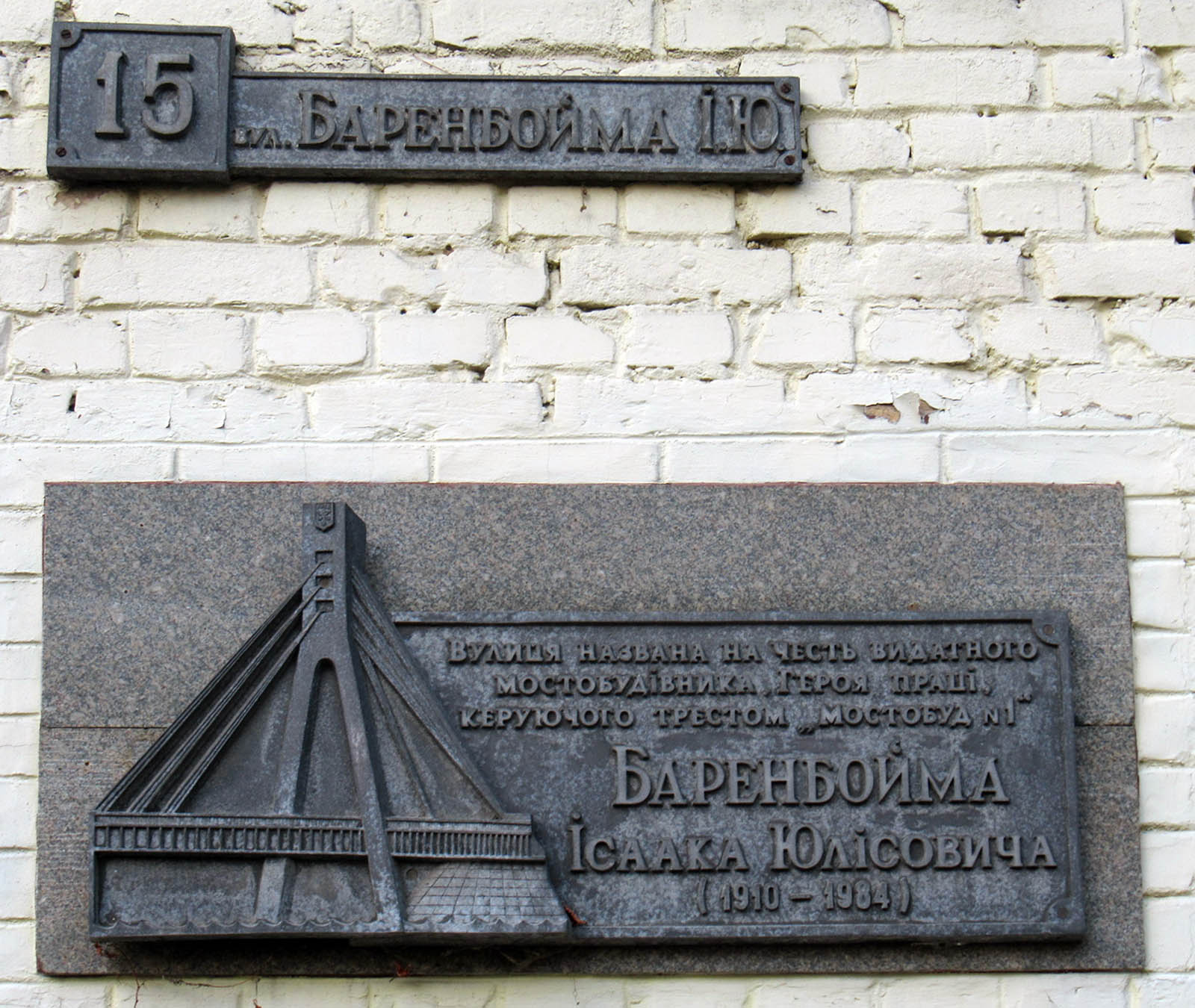
Анотаційна таблиця
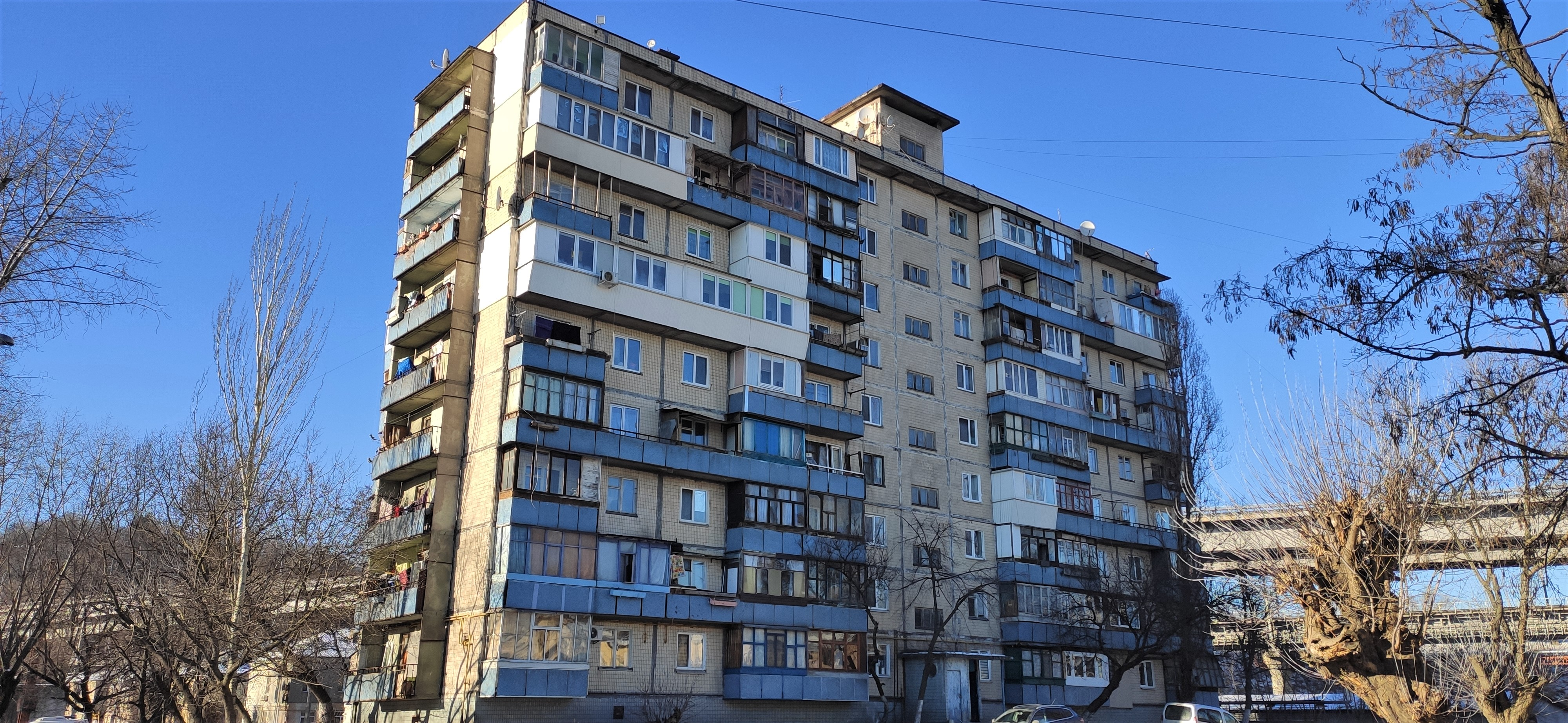
Будинок № 13 — єдина багатоповерхівка у цій місцевості
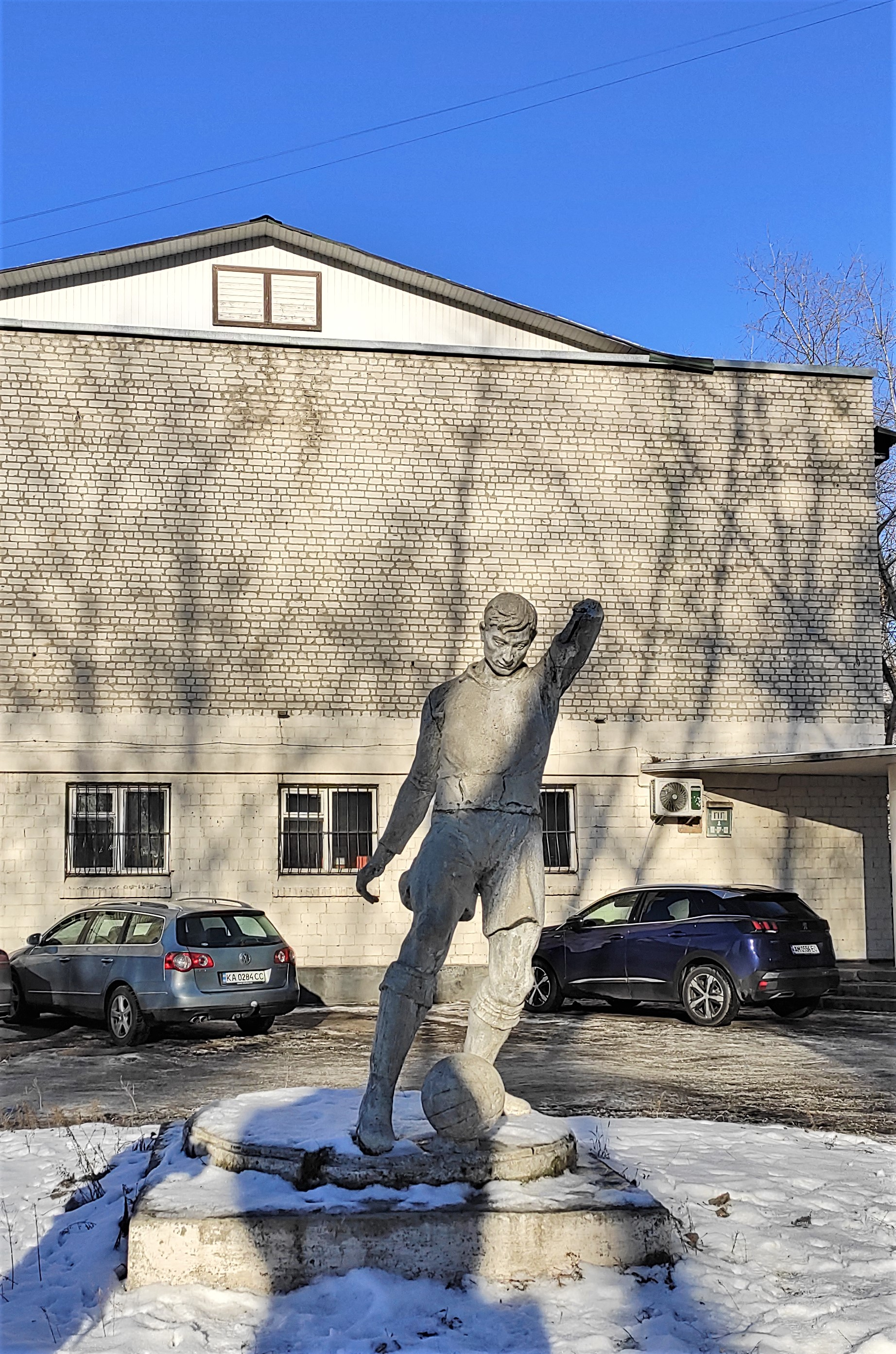
Скульптура «Футболіст»
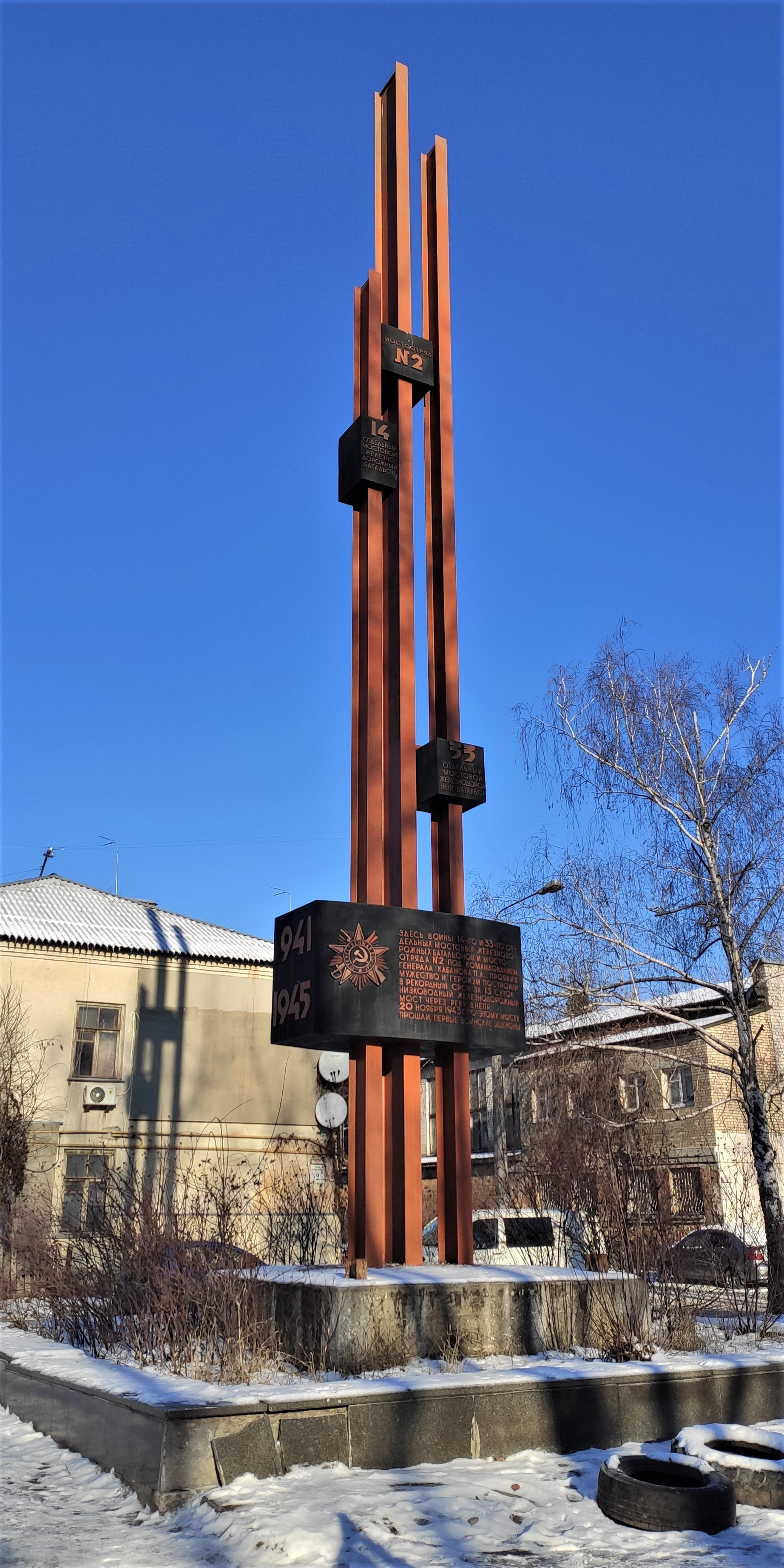
Пам'ятник мостозагону
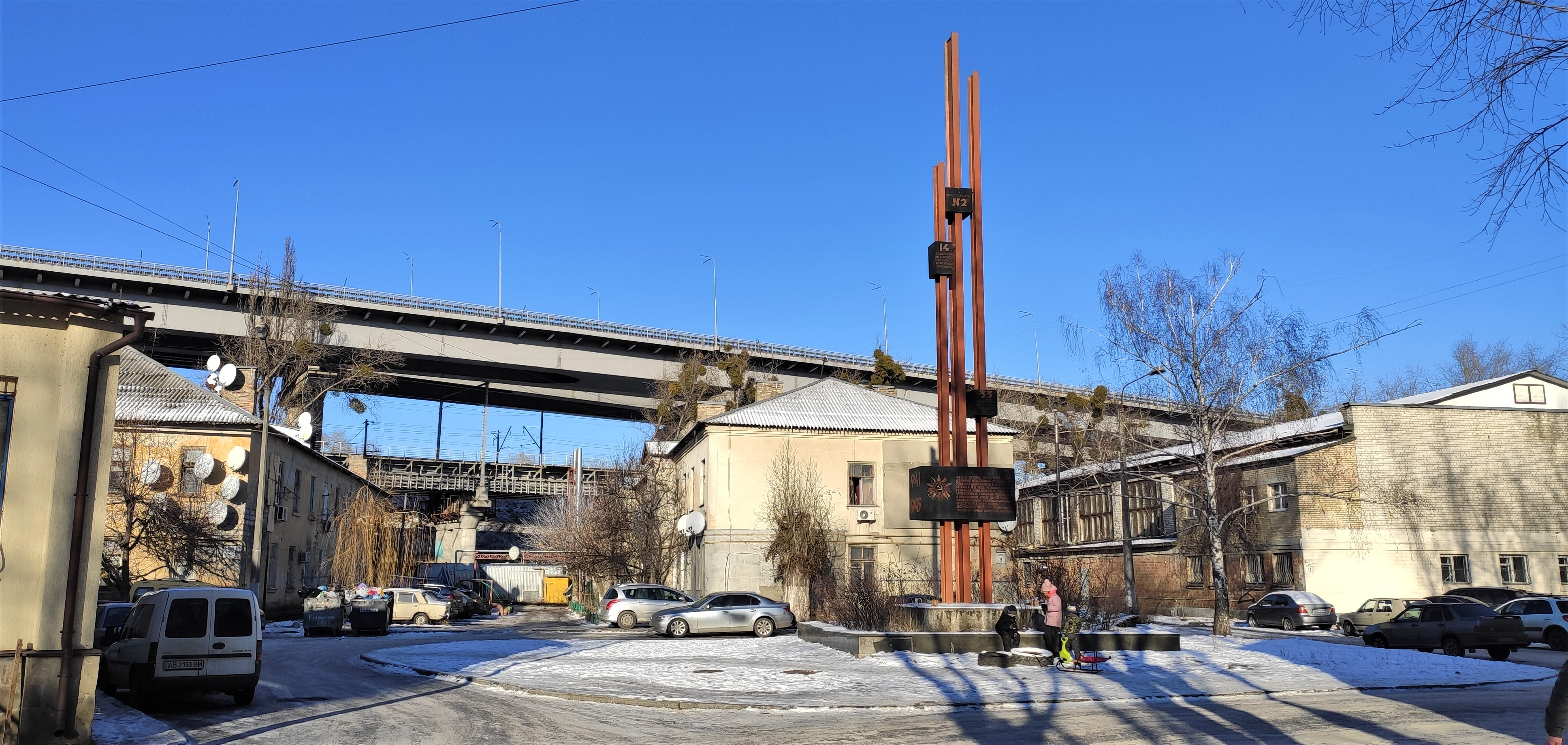
Селище Мостобуду